# Championnats d'Europe de patinage artistique 1987
Navigation
Édition précédente Édition suivante
Les championnats d'Europe de patinage artistique 1987 ont lieu du 3 au 8 février 1987 au Zetra Olympic Hall de Sarajevo en Yougoslavie.

## Qualifications
Les patineurs sont éligibles à l'épreuve s'ils représentent une nation européenne membre de l'Union internationale de patinage (International Skating Union en anglais). Les fédérations nationales sélectionnent leurs patineurs en fonction de leurs propres critères.
Sur la base des résultats des championnats d'Europe 1986, l'Union internationale de patinage autorise chaque pays à avoir de une à trois inscriptions par discipline. 

## Podiums
| Épreuves                            | Or                                    | Argent                               | Bronze                              |
| ----------------------------------- | ------------------------------------- | ------------------------------------ | ----------------------------------- |
| Messieurs résultats détaillés       | Alexandre Fadeïev                     | Vladimir Kotin                       | Viktor Petrenko                     |
| Dames résultats détaillés           | Katarina Witt                         | Kira Ivanova                         | Anna Kondrashova                    |
| Couples résultats détaillés         | Larisa Seleznyova / Oleg Makarov      | Ielena Valova / Oleg Vassiliev       | Katrin Kanitz / Tobias Schröter     |
| Danse sur glace résultats détaillés | Natalia Bestemianova / Andreï Boukine | Marina Klimova / Sergueï Ponomarenko | Natalia Annenko / Genrikh Sretenski |

## Tableau des médailles
| Rang  | Nation             | Or | Argent | Bronze | Total |
| ----- | ------------------ | -- | ------ | ------ | ----- |
| 1     | Union soviétique   | 3  | 4      | 3      | 10    |
| 2     | Allemagne de l'Est | 1  | 0      | 1      | 2     |
| Total | Total              | 4  | 4      | 4      | 12    |

## Détails des compétitions
Pour la saison 1986/1987, les calculs des points se font selon la méthode suivante :
- chez les Messieurs et les Dames (0.6 point par place pour les figures imposées, 0.4 point par place pour le programme court, 1 point par place pour le programme libre)
- chez les couples artistiques (0.4 point par place pour le programme court, 1 point par place pour le programme libre)
- en danse sur glace (0.6 point par place pour les trois danses imposées, 0.4 point par place pour la danse originale, 1 point par place pour la danse libre)

### Messieurs
| Rang | Nom                   | Nation               | Points | Fig. impo. | Prog. court | Prog. libre |
| ---- | --------------------- | -------------------- | ------ | ---------- | ----------- | ----------- |
| 1    | Alexandre Fadeïev     | Union soviétique     | 2.0    | 1          | 1           | 1           |
| 2    | Vladimir Kotin        | Union soviétique     |        |            |             |             |
| 3    | Viktor Petrenko       | Union soviétique     |        |            |             |             |
| 4    | Grzegorz Filipowski   | Pologne              |        |            |             |             |
| 5    | Falko Kirsten         | Allemagne de l'Est   |        |            |             |             |
| 6    | Richard Zander        | Allemagne de l'Ouest |        |            |             |             |
| 7    | Philippe Roncoli      | France               |        | 13         |             |             |
| 8    | Petr Barna            | Tchécoslovaquie      |        |            |             |             |
| 9    | Oliver Höner          | Suisse               |        |            |             |             |
| 10   | Frédéric Harpagès     | France               |        |            |             |             |
| 11   | Paul Robinson         | Royaume-Uni          |        |            |             |             |
| 12   | Oula Jääskeläinen     | Finlande             |        |            |             |             |
| 13   | Thomas Hlavik         | Autriche             |        |            |             |             |
| 14   | Peter Johansson       | Suède                |        |            |             |             |
| 15   | Alessandro Riccitelli | Italie               |        |            |             |             |
| 16   | Tomislav Čižmešija    | Yougoslavie          |        |            |             |             |
| 17   | Ralph Burghart        | Autriche             |        |            |             |             |
| 18   | Lars Dresler          | Danemark             |        |            |             |             |
| 19   | András Száraz         | Hongrie              |        |            |             |             |
| 20   | Przemysław Noworyta   | Pologne              |        |            |             |             |
| 21   | Jaroslav Suchý        | Tchécoslovaquie      |        |            |             |             |
| 22   | Boyko Aleksiev        | Bulgarie             |        |            |             |             |
| 23   | Fernando Soria        | Espagne              |        |            |             |             |

### Dames
| Rang | Nom                     | Nation               | Points | Fig. impo. | Prog. court | Prog. libre |
| ---- | ----------------------- | -------------------- | ------ | ---------- | ----------- | ----------- |
| 1    | Katarina Witt           | Allemagne de l'Est   | 3.8    | 4          | 1           | 1           |
| 2    | Kira Ivanova            | Union soviétique     |        | 1          |             |             |
| 3    | Anna Kondrashova        | Union soviétique     |        | 3          |             |             |
| 4    | Claudia Leistner        | Allemagne de l'Ouest |        | 2          |             | 4           |
| 5    | Susanne Becher          | Allemagne de l'Ouest |        |            |             |             |
| 6    | Claudia Villiger        | Suisse               |        |            |             |             |
| 7    | Tamara Téglássy         | Hongrie              |        |            |             |             |
| 8    | Natalia Skrabnevskaya   | Union soviétique     |        |            |             |             |
| 9    | Iveta Voralová          | Tchécoslovaquie      |        |            |             |             |
| 10   | Agnès Gosselin          | France               |        |            |             |             |
| 11   | Željka Čižmešija        | Yougoslavie          |        |            |             |             |
| 12   | Gina Fulton             | Royaume-Uni          |        |            |             |             |
| 13   | Helene Persson          | Suède                |        |            |             |             |
| 14   | Yvonne Pokorny          | Autriche             |        |            |             |             |
| 15   | Stéfanie Schmid         | Suisse               |        |            |             |             |
| 16   | Beatrice Gelmini        | Italie               |        |            |             |             |
| 17   | Tiia-Riikka Pietikainen | Finlande             |        |            |             |             |
| 18   | Mirela Gawłowska        | Pologne              |        |            |             |             |
| 19   | Anita Thorenfeldt       | Norvège              |        |            |             |             |
| 20   | Sandra Escoda           | Espagne              |        |            |             |             |
| 21   | Petya Gavazova          | Bulgarie             |        |            |             |             |

### Couples
| Rang    | Nom                                   | Nation               | Points | Prog. court | Prog. libre |
| ------- | ------------------------------------- | -------------------- | ------ | ----------- | ----------- |
| 1       | Larisa Seleznyova / Oleg Makarov      | Union soviétique     | 1.8    | 2           | 1           |
| 2       | Ielena Valova / Oleg Vassiliev        | Union soviétique     | 2.4    | 1           | 2           |
| 3       | Katrin Kanitz / Tobias Schröter       | Allemagne de l'Est   | 4.6    | 4           | 3           |
| 4       | Lenka Knapová / René Novotný          | Tchécoslovaquie      | 6.0    | 5           | 4           |
| 5       | Cheryl Peake / Andrew Naylor          | Royaume-Uni          | 7.4    | 6           | 5           |
| 6       | Sonja Adalbert / Daniele Caprano      | Allemagne de l'Ouest | 9.2    | 8           | 6           |
| 7       | Lisa Cushley / Neil Cushley           | Royaume-Uni          | 9.8    | 7           | 7           |
| 8       | Charline Mauger / Benoît Vandenberghe | France               | 11.6   | 9           | 8           |
| Abandon | Ekaterina Gordeeva / Sergueï Grinkov  | Union soviétique     |        | 3           |             |

### Danse sur glace
| Rang | Nom                                     | Nation               | Points | Danses imposées | Danse originale | Danse libre |
| ---- | --------------------------------------- | -------------------- | ------ | --------------- | --------------- | ----------- |
| 1    | Natalia Bestemianova / Andreï Boukine   | Union soviétique     |        |                 |                 |             |
| 2    | Marina Klimova / Sergueï Ponomarenko    | Union soviétique     |        |                 |                 |             |
| 3    | Natalia Annenko / Genrikh Sretenski     | Union soviétique     |        |                 |                 |             |
| 4    | Kathrin Beck / Christoff Beck           | Autriche             |        |                 |                 |             |
| 5    | Isabelle Duchesnay / Paul Duchesnay     | France               |        | 7               |                 | 4           |
| 6    | Klára Engi / Attila Tóth                | Hongrie              |        |                 |                 |             |
| 7    | Antonia Becherer / Ferdinand Becherer   | Allemagne de l'Ouest |        |                 |                 |             |
| 8    | Sharon Jones / Paul Askham              | Royaume-Uni          |        |                 |                 |             |
| 9    | Lia Trovati / Roberto Pelizzola         | Italie               |        |                 |                 |             |
| 10   | Viera Řeháková / Ivan Havránek          | Tchécoslovaquie      |        |                 |                 |             |
| 11   | Corinne Paliard / Didier Courtois       | France               |        |                 |                 |             |
| 12   | Elizabeth Coates / Alan Abretti         | Royaume-Uni          |        |                 |                 |             |
| 13   | Stefania Calegari / Pasquale Camerlengo | Italie               |        |                 |                 |             |
| 14   | Honorata Górna / Andrzej Dostatni       | Pologne              |        |                 |                 |             |
| 15   | Andrea Weppelmann / Hendryk Schamberger | Allemagne de l'Ouest |        |                 |                 |             |
| 16   | Andrea Juklova / Martin Šimeček         | Tchécoslovaquie      |        |                 |                 |             |
| 17   | Kinga Wertan / Janos Demeter            | Hongrie              |        |                 |                 |             |
| 18   | Susanna Rahkamo / Petri Kokko           | Finlande             |        |                 |                 |             |
| 19   | Christina Boianova / Yavor Ivanov       | Bulgarie             |        |                 |                 |             |
| 20   | Desiree Schlegel / Patrik Brecht        | Suisse               |        |                 |                 |             |
| 21   | Ursula Holik / Herbert Holik            | Autriche             |        |                 |                 |             |